# كنتيليس

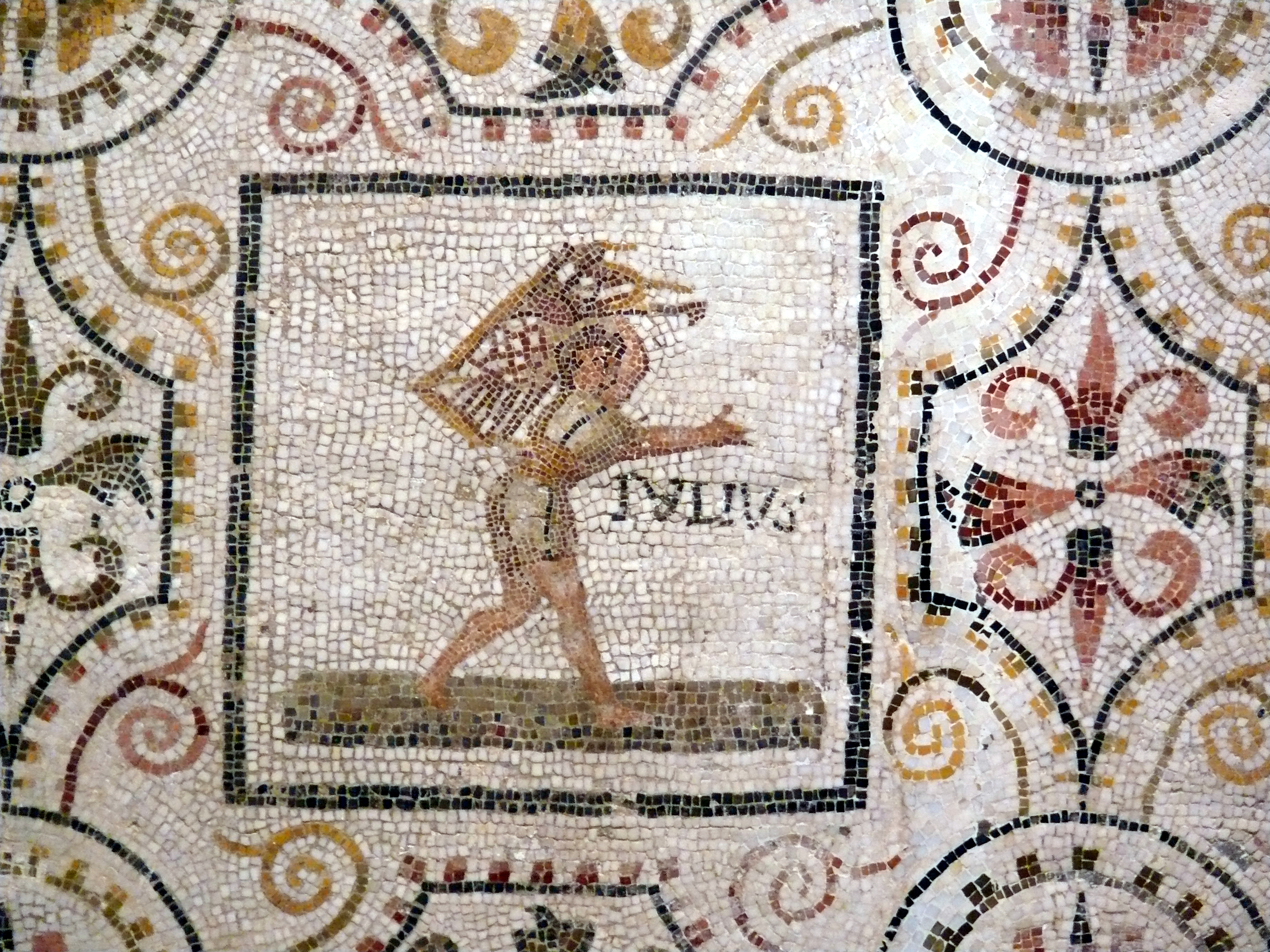

كنتيليس (ِQuintilis) هو الاسم الأصلي لشهر يوليو في التقويم الروماني القديم قبل تغيير إسمه لاحقا. جذر التسمية (كنتيس، quintus) معناه باللاتينية “الخامس” كونه الشهر الخامس في التقويم الروماني القديم المشكّل من عشرة أشهر والذي يبدأ بشهر مارسيوس (مارس).
بعد وفاة يوليوس قيصر في سنة 44 ق.م.، تمّ تغيير اسم هذا الشهر إلى يوليو تكريما له لأنّه الشهر الذي ولد فيه.